# Kim Kyung-Ok
Kim Kyung-Ok (en coreano: 김경옥; Pohang, 25 de marzo de 1983) es una deportista surcoreana que compitió en judo. Ganó cinco medallas en el Campeonato Asiático de Judo entre los años 2000 y 2011.

## Palmarés internacional
| Campeonato Asiático | Campeonato Asiático  | Campeonato Asiático | Campeonato Asiático |
| Año                 | Lugar                | Medalla             | Categoría           |
| ------------------- | -------------------- | ------------------- | ------------------- |
| 2000                | Osaka (Japón)        | Medalla de bronce   | –52 kg              |
| 2003                | Jeju (Corea del Sur) | Medalla de oro      | –52 kg              |
| 2005                | Taskent (Uzbekistán) | Medalla de plata    | –52 kg              |
| 2007                | Kuwait (Kuwait)      | Medalla de bronce   | –52 kg              |
| 2011                | Abu Dabi (EAU)       | Medalla de bronce   | –52 kg              |